# Référendums irlandais de 2019
Deux référendums ont lieu en république d'Irlande en mai et octobre 2019 afin de modifier la Constitution :
- le 35e amendement visant à a assouplir les conditions d'obtention du divorce ;
- le 38e amendement visant à accorder le droit de vote aux citoyens résidant hors du pays lors des élections présidentielles. (le numéro de l'amendement n'est pas encore officiellement défini.)